# 朱綬光
朱 綬光（しゅ じゅこう）は中華民国の軍人。北京政府・国民政府（国民革命軍）に属し、閻錫山率いる山西派の一員でもある。字は蘭蓀。

## 事跡
湖北将弁学堂を卒業。20歳の時に日本へ留学し、陸軍士官学校第6期歩兵科で学んだ。卒業後は、保定陸軍軍官学校で教習（教官）をつとめている。
1911年（宣統3年）10月、江蘇督軍府軍械処処長となる。辛亥革命が勃発とともに、江蘇都督程徳全に随従して南京攻略戦に参加した。その後、軍政司司長に抜擢されている。
1917年（民国6年）、再び日本へ留学し、陸軍大学で学んだ。卒業後に帰国し、山西省督弁公署参謀長に任ぜられ、閻錫山配下となった。1924年（民国13年）11月、短期間ながら陸軍部軍械司司長に任命された。
1927年（民国16年）6月、閻錫山率いる国民革命軍第3集団軍で総参謀長に任ぜられた。翌年6月、平津衛戍司令部参謀兼中国国民党中央政治会議北平政治分会委員に任ぜられた。また、河北省政府委員もつとめている。1929年（民国18年）8月、国民政府軍政部政務次長に任ぜられた。翌年10月から数月ながら、軍政部部長代理をつとめている。
その後、山西省に戻り、晋綏軍参謀長に任命された。1936年（民国25年）1月、陸軍少将銜を授与され、翌年4月には上将銜も与えられている。1940年（民国29年）から1942年（民国31年）まで、綏遠省内で蒙古各盟旗地方自治指導副長官をつとめた。
1946年（民国35年）、軍事委員会国防部上将参議官に任命される。同年、制憲国民大会代表に選出された。翌年9月、国民党6期4中全会で中央監察委員に推薦されている。
1948年（民国37年）2月14日、病没。享年76。

## 注
1. ↑  徐友春主編『民国人物大辞典 増訂版』361頁による。Who's Who in China 5th ed.,p.67は1886年とする。